# 彼得斯冰川
彼得斯冰川（英語：Peters Glacier），是南極洲的冰川，位於南喬治亞島，最終注入奇普曼灣西部，由英國南極名稱諮詢委員會命名，現時由英國海外領土南喬治亞與南桑威奇群島管轄。